# 科尔顿 (加利福尼亚州)
科尔顿（英語：Colton），是美国加利福尼亚州圣贝纳迪诺县下属的一座城市。建市于1887年7月11日，面积大约为15.32平方英里（39.7平方公里）。根据2010年美国人口普查，该市有人口52,154人。